# Сергово (Новгородская область)
Се́ргово — деревня в Новгородском районе Новгородской области входит в состав Борковского сельского поселения.
Деревня расположена на северо-западном берегу озера Ильмень в месте впадения в него реки Веряжи.
Ближайшие деревни — Еруново, Завал, Дубровка.

## Население
| 2009 | 2010 |
| ---- | ---- |
| 314  | →314 |

## История
На островке, посреди русла Веряжи, напротив Сергово, археологами было найдено раннеславянское городище Сергов Городок. Предполагается, что Сергов Городок выполнял функции своеобразной крепости для защиты Веряжи от проникновения со стороны Ильменя. Сходные городища с мощными кольцевыми валами на низких местах, мысах или островах хорошо известны у западных славян.
В древности в устье Веряжи находился Лазаревский погост, а рядом стояла деревня Устье, известная по писцовой книге 1498 года. Она была сожжена в 1581 году, когда по этим местам прошли отряды Стефана Батория. Современное Сергово сформировалось слиянием двух деревень — собственно Сергова и деревни Ямок.
Ямок близ Лазаревского погоста возник, предположительно в XVI веке во время установления регулярной ямской гоньбы. Из письменных источников XVII века это место известно как Веряжский ям. Он обслуживал Псковскую дорогу. Он был промежуточным ямом на указанной дороге и относился к Мшанскому яму, стоявшему на реке Мшага.
Сергово, до весны 2010 года, было административным центром ныне упразднённого Серговского сельского поселения. Согласно Областному закону от 30 марта 2010 года № 721-ОЗ Борковское сельское поселение и Серговское сельское поселение преобразованы во вновь образованное муниципальное образование Борковское сельское поселение с определением административного центра в деревне Борки.

## Достопримечательности
В деревне есть действующая церковь Святого Лазаря 1811 года постройки.

## Транспорт
Через Сергово проходит асфальтовая дорога, соединяющая основные населённые пункты ильменского Поозерья с автодорогой А116 Великий Новгород — Шимск.